# Vestamager og havet syd for
Vestamager og havet syd for este o arie protejată (arie specială de conservare — SAC, sit de importanță comunitară — SCI, arie de protecție specială avifaunistică — SPA) din Danemarca întinsă pe o suprafață de 6.179 ha, integral pe uscat.

## Localizare
Centrul sitului Vestamager og havet syd for este situat la coordonatele 55°35′17″N 12°31′54″E / 55.588056°N 12.531667°E.

## Înființare
Situl Vestamager og havet syd for a fost declarat arie de protecție specială avifaunistică în mai 1983 pentru a proteja 19 specii de animale. Alte tipuri de protecție:
- sit de importanță comunitară (în mai 1998)
- arie specială de conservare (în decembrie 2011)[1][3][4]

## Biodiversitate
Situată în ecoregiunile continentală și marină baltică, aria protejată conține 12 habitate naturale: Golfuri mici largi și golfuri puțin adânci, Păduri de fag acidofile atlantice, cu subarboret de Ilex și, uneori, de asemenea, Taxus, la nivelul arbuștilor (Quercion robori-petraeae sau Ilici-Fagenion), Salicornia și alte specii anuale care populează regiunile mlăștinoase și nisipoase, Dune de coastă fixe cu vegetație erbacee („dune gri”), Dune mobile de-a lungul țărmului cu Ammophila arenaria („dune albe”), Pajiști uscate seminaturale și facies de acoperire cu tufișuri pe substraturi calcaroase (Festuco-Brometalia) (* situri importante pentru orhidee), Depresiuni intradunale umede, Lagune de coastă, Bancuri de nisip acoperite în permanență slab de apă marină, Pășuni atlantice udate de apa mării (Glauco-Puccinellietalia maritimae), Vegetație anuală la limita mareei, Formațiuni ierboase bogate în specii de Nardus, dezvoltate pe substraturi silicioase în zone montane (și în zone submontane, în Europa continentală).
La baza desemnării sitului se află mai multe specii protejate:
- păsări (17): ciuf de câmp (Asio flammeus), rața moțată (Aythya fuligula), buhai de baltă (Botaurus stellaris), Calidris alpina schinzii, erete de stuf (Circus aeruginosus), erete vânăt (Circus cyaneus), lebădă de vară (Cygnus olor), șoim călător (Falco peregrinus), ferestraș mic (Mergus albellus), ferestrașul mare (Mergus merganser), vultur pescar (Pandion haliaetus), cormoran mare (Phalacrocorax carbo), bătăuș (Philomachus pugnax), cresteț pestriț (Porzana porzana), ciocântors (Recurvirostra avosetta), chiră mică (Sterna albifrons), Sterna paradisaea
- mamifere (2): focă obișnuită (Phoca vitulina), marsuin (Phocoena phocoena)